# Rânes
Rânes är en kommun i departementet Orne i regionen Normandie i nordvästra Frankrike. Kommunen ligger i kantonen Écouché som tillhör arrondissementet Argentan. År 2022 hade Rânes 1 042 invånare.

## Befolkningsutveckling
Antalet invånare i kommunen Rânes
| Referens: INSEE |